# Чудінов Олександр Миколайович
Олександр Миколайович Чудінов (26 лютого (10 березня) 1843 , Синьооківка, Золотоніський повіт, Полтавська губернія  — 14 (27) грудня 1908 , Дубултиd, Ліфляндська губернія ) — російський письменник, перекладач, редактор, педагог. Автор «Словника іноземних слів, що увійшли до складу російської мови».

## Біографія
Народився у 1843 році у дворянській родині у маєтку своїх батьків у селі Синьооківці Золотоніського повіту Полтавської губернії. Закінчив Володимирську Київську військову гімназію та курс у Київському університеті на історико-філологічному факультеті. В університеті, під впливом лекцій професора російської словесності О. І. Селіна, його бесід, порад та вказівок, у Чудинова остаточно склався намір присвятити себе педагогічній справі, обравши своєю спеціальністю спершу мовознавство, а згодом історію літератури з допоміжними дисциплінами.
Викладав словесність у навчальних закладах Києва, Воронежа, потім був інспектором санкт-петербурзької Маріїнської жіночої гімназії; директором класичної гімназії в Пярну (в Ліфляндії, тепер — Естонія).

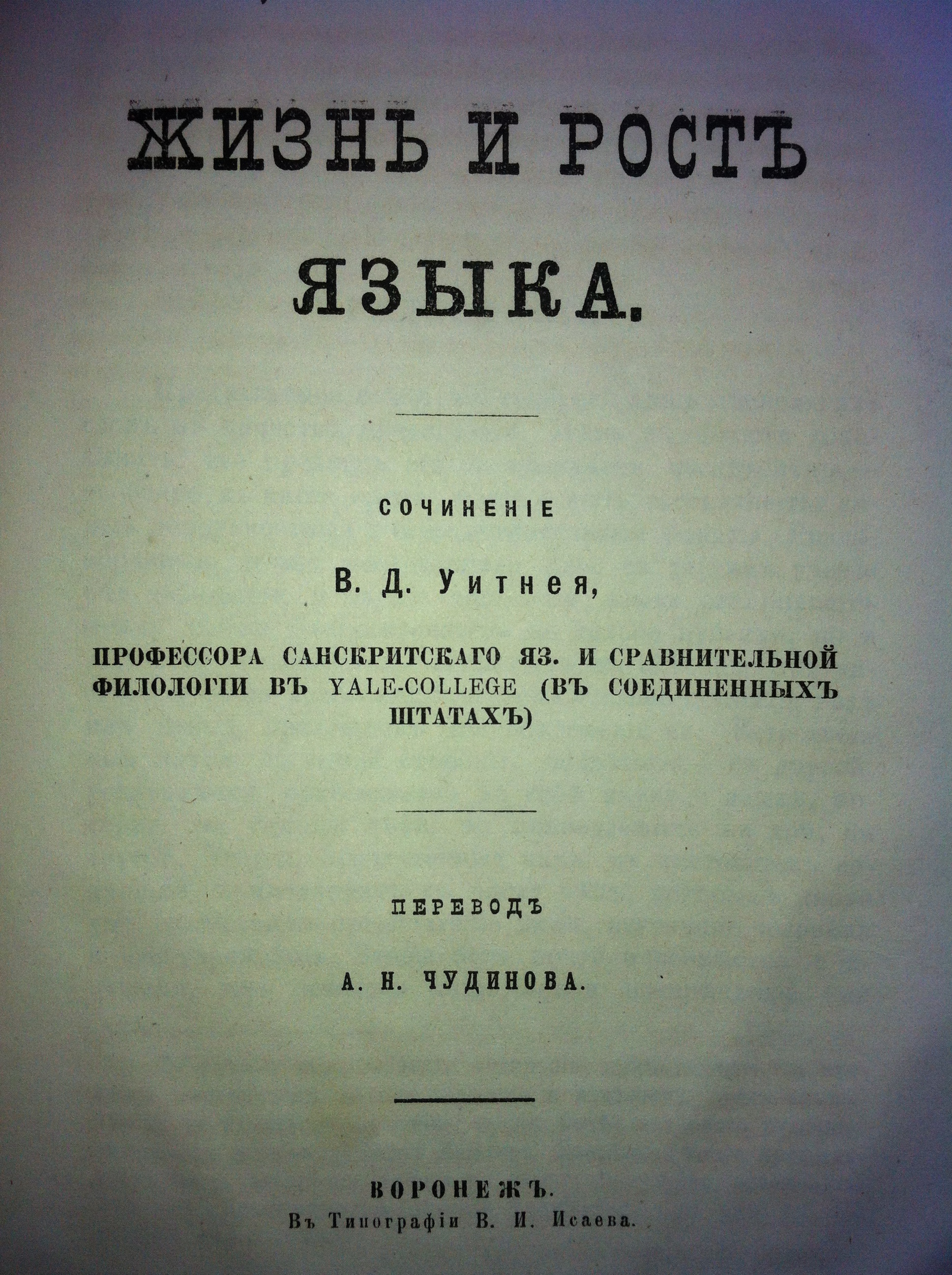

Наприкінці 1860-х років переїхав до Орла, де став викладати словесність у Бахтіна кадетському корпусі, а потім — в Олександринському інституті шляхетних дівчат.
З 1862 по 1887 рік Чудінов співпрацював з воронезьким журналом «Філологічні записки», в якому помістив ряд оригінальних і перекладних статей, рецензій та інше. 1875 року редагував виданий журналом О. Хованського перший том «Збірника обраних творів скандинавської поезії».
У 1875 році запрошений на посаду редактора «Орловського довідкового листка». У 1877 році Чудінов купує цю газету у князя М. М. Оболенського, перейменовує на «Орловський вісник», стає її видавцем і водночас редактором протягом 10 років. За ці роки тираж літературно-політичної газети суттєво зріс, вона стала щоденною із відділами суспільного життя, політики, літератури, оголошень. В Орлі Чудінов займався широкою освітньою діяльністю.
У 1888 році переїжджає до Петербурга, де продовжує видавничу діяльність: того ж року заснував історико-літературний журнал «Пантеон літератури» та загальнодоступну «Сімейну Бібліотеку», які видавав протягом 3 років.
З 1891 року редагує дві серії «Російської класної Бібліотеки», з яких перша (вийшло 28 випусків) містить у собі, з коментарями, зразкові твори російської літератури, а друга (вийшло 26 випусків) — класичні твори іноземної літератури в перекладах російських письменників.
Раптово помер 14 грудня 1908 року за старим стилем в Дуббельні, на Ризькому узмор'ї від розриву серця внаслідок склерозу. Похований на цвинтарі Петропавлівського собору в Ризі.

### Переклади
- Картины жизни: Сб. очерков и рассказов Г. Андерсена, А. Додэ, Э. Золя [и др.] / Пер. А. Н. Чудинова. — СПб.: А. С. Суворин, ценз. 1886. — [2], 307 с. (Дорожная библиотека).
- Пісня про Роланда: Фр. нар. эпос: Текст памятника, с примеч. / Пер. А. Н. Чудинова. — СПб.: И. Глазунов, 1896. — [2], VI, 179 с., 2 л. фронт. (ил.); 20. — (Русская классная библиотека, изд. под редакцией А. Н. Чудинова. Серия 2, Классические произведения иностранных литератур в переводе русских писателей; Вып. 1).
- Мопра: Драма в 5 д. / Жорж-Занд; Пер. А. Н. Чудинова. — Орёл: газ. «Орл. вестн.», 1880. — 134 с. (Для легкого чтения; № 1).
- Іпполіт Тен (1828—1893). Чтения об искусстве: Пять курсов лекций, чит. в Париж. шк. изящ. искусств Ипполитом Тэном / Пер. А. Н. Чудинова. — 4-е испр. изд. — СПб.: В. И. Губинский, 1897.
- Тэн, Ипполит (1828—1893). Чтения об искусстве: Пять курсов лекций / Пер. А. Н. Чудинова. — 3-е изд., испр. — СПб.: В. И. Губинский, 1889. — [4], 447 с.
- П'єр Огюст Карон Бомарше (1732—1799). Избранные сочинения / Пьер Бомарше. (1732—1799); пер. А. Н. Чудинова. — СПб.: тип. Глазунова, 1898. — [2], VII, [3], 363 с., 1 л. фронт. (портр.); 20. (Русская классная библиотека, изд. под редакцией Александра Николаевича Чудинова. Сер. 2, Классические произведения иностранных литератур в переводе русских писателей; Вып. 12).
- Ернест Ренан (1823—1892). О происхождении языка / Соч. Эрнеста Ренана; Пер. с фр. (с 4 послед. изд.) А. Н. Чудинов. — Воронеж: тип. В. Гольдштейна, 1866.
- Дюма, Александр (сын; 1824—1895). Око за око, зуб за зуб: (Francillon): Пьеса в 3 д. Александра Дюма-сына: С портр. авт. / Пер. А. Н. Чудинова. — СПб. : Н. Г. Мартынов, 1887. — [2], 103 с. (Театральная библиотека; Вып. 15).
- Ганс Крістіан Андерсен (1805—1875). Образы без образов / Г. Х. Андерсен; пер. А. Н. Чудинова. — Орёл: Публ. б-ка «Орл. вестн.», 1883
- Бомарше, Пьер Огюстен Карон (1732—1799). Севильский цирюльник: Комедия в 4 д. / Пьер Бомарше; Пер. А. Н. Чудинова. — Орёл: газ. «Орл. вестн.», 1880. — [2], 101 с. (Для лёгкого чтения; № 2)
- Мольєр (1622—1673). Брак поневоле: Комедия в 1 д. / Ж. П. Мольер; Пер. с фр. [А. Н. Чудинова]. — Орёл: газ. «Орлов. вестник», 1881. — [6], 35 с.; 16. — (Для лёгкого чтения; № 4).
- Луїш де Камойнш (1524 или 1525—1580). Лузиады: Поэма в 10 песнях: Текст поэмы / Луис Камоэнс; [пер. [прозой] А. Ч[удинова]]. — СПб.: И. Глазунов, 1897. — [2], IV, 191 с. (Русская классная библиотека, изд. под редакцией А. Н. Чудинова. Серия 2, Классические произведения иностранных литератур в переводе русских писателей; Вып. 6).
- Бомарше, Пьер Огюстен Карон (1732—1799). Безумный день, или женитьба Фигаро: Комедия в 5 д. / П. Бомарше. (1784); пер. А. Н. Чудинова. — СПб.: А. С. Суворин, ценз. 1889. — 150 с. (Дешёвая библиотека; № 87).
- Жан Марі Гюйо (1854—1888). Современная эстетика / 1, 2. Задачи современной эстетики. Искусство с точки зрения социологической / Пер. А. Н. Чудинова. Ч. 1.; М. Гюйо. — СПб.: журн. «Пантеон лит.», 1890.
- Песнь о Роланде: Французский народный эпос: Текст памятника с примеч. / Пер. А. Н. Чудинова; объясн. статьи [Ф. де-ла Барта и Ф. И. Буслаева]. — 2-е изд., (значит. изм. и доп. В. Костылевым). — Пг.: И. Глазунов, 1917. — VIII, 177 с. (Русская классная библиотека, издаваемая под редакцией А. Н. Чудинова. Серия 2, Классические произведения иностранных литератур в переводах русских писателей; Вып. 1).
- Бомарше, Пьер Огюстен Карон (1732—1799). Трилогия / [П. Бомарше]; пер. А. Н. Чудинова; с характеристикой поэта, сост. А. Н. Веселовским. — СПб.: журн. «Пантеон лит.», 1888 (обл. 1889). — [2], 406, [1] с. (Пантеон литературы).
- Мюллер, Макс (1823—1900). Наслоение языка: Лекция, прочит. в заседании Кэмбридж. ун-та 29 мая 1868 г. Максом Мюллером / Пер. с англ. А. Чудинова. — Воронеж: тип. В. А. Гольдштейна, 1871.